# Joaquim Pujolar Pujolar
Joaquim Pujolar Pujolar (Barcelona 1917-2010), boxejador i dirigent esportiu.
Es dedicà a la boxa abans i després de la Guerra Civil, però el seu èxit més important va ser com a escriptor d'una novel·la ambientada en el món de la boxa Fantasmes en el ring, que va servir per finançar en part l'Agrupació Espanyola d'Exboxejadors, i per convertir-se en vicepresident de l'Agrupació Mundial de Boxa. Va formar part de les diferents comissions gestores de la Federació Catalana de Boxa fins que el 1981 es va presentar a les eleccions i va ser elegit president i es va mantenir en el càrrec fins al 18 de juliol de 1982, quan va dimitir. Autor de nombrosos articles periodístics sobre boxa, especialment a la revista Boxeo. Rebé la medalla Forjador de la Història Esportiva de Catalunya el 2002.